# Gaucho

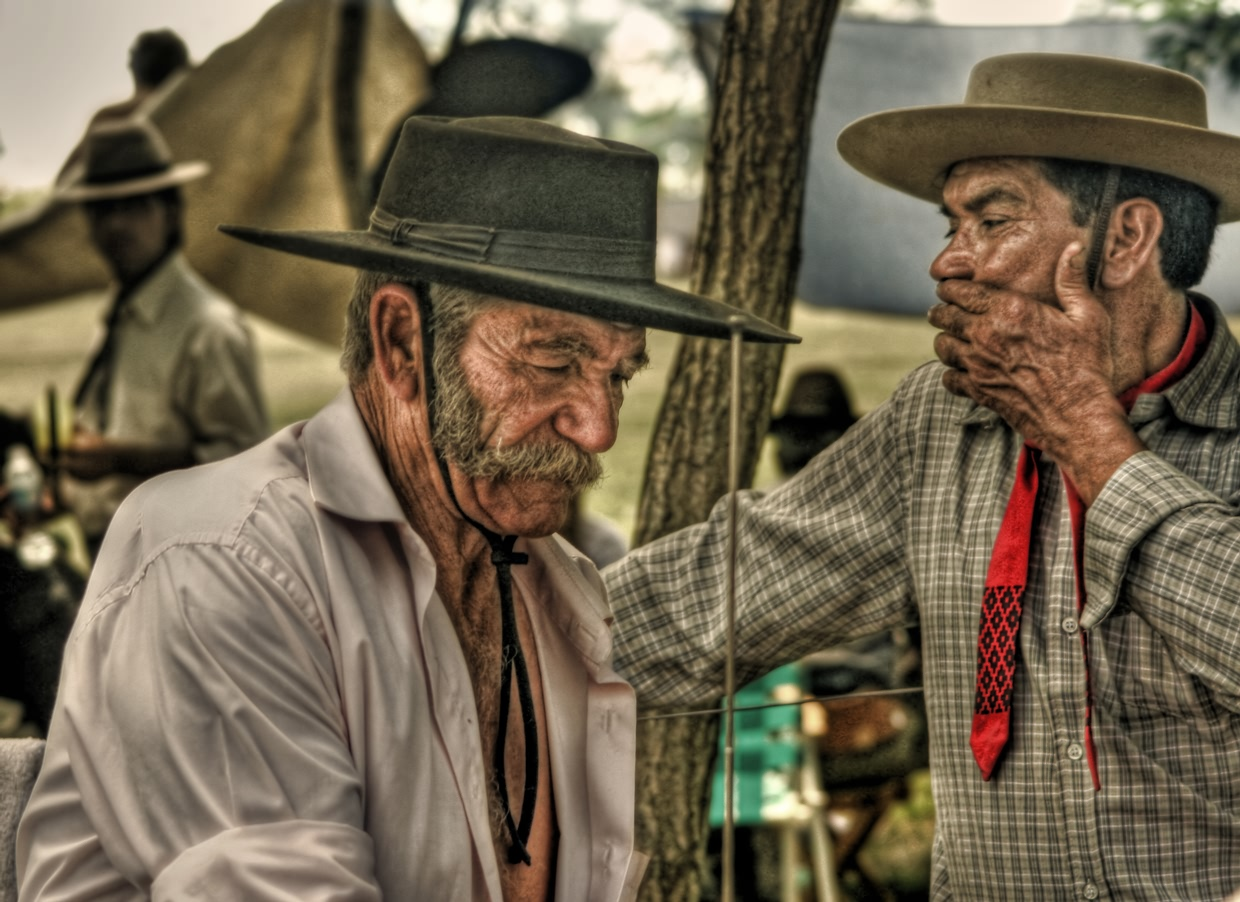
Hai tay cao bồi Nam Mỹ

Gaucho hay còn gọi là Cao bồi Nam Mỹ là một gã chăn bò biết cưỡi ngựa điêu luyện, được gán cho tính khí ngang tàng, bạo dạn, du thủ, du thực, du đãng và tính nết ngang ngược, ương bướng, bất trị, côn đồ hay quậy phá. Hình ảnh những tay cao bồi chăn bò là biểu tượng dân gian Nam Mỹ ở các nước Argentina, Paraguay, Uruguay, Rio Grande do Sul ở Brazil, phần phía nam của Bolivia, và ở vùng phía nam của Patagonia Chile. Những gã cao bồi Gaucho trở nên rất được ngưỡng mộ và nổi danh trong truyền thuyết đô thị, văn hóa dân gian và văn học và trở thành một phần quan trọng trong truyền thống văn hóa khu vực của Nam Mỹ. Bắt đầu từ cuối thế kỷ XIX, sau thời kỳ hoàng kim của những gã cao bồi Gaucho đã được các nhà văn Nam Mỹ tôn vinh. Một cách tiếp cận khác là xem xét rằng từ này có thể có nguồn gốc từ phía bắc Río de la Plata, nơi ngôn ngữ bản địa khá khác biệt và chịu ảnh hưởng của tiếng Bồ Đào Nha. 

## Tính nết

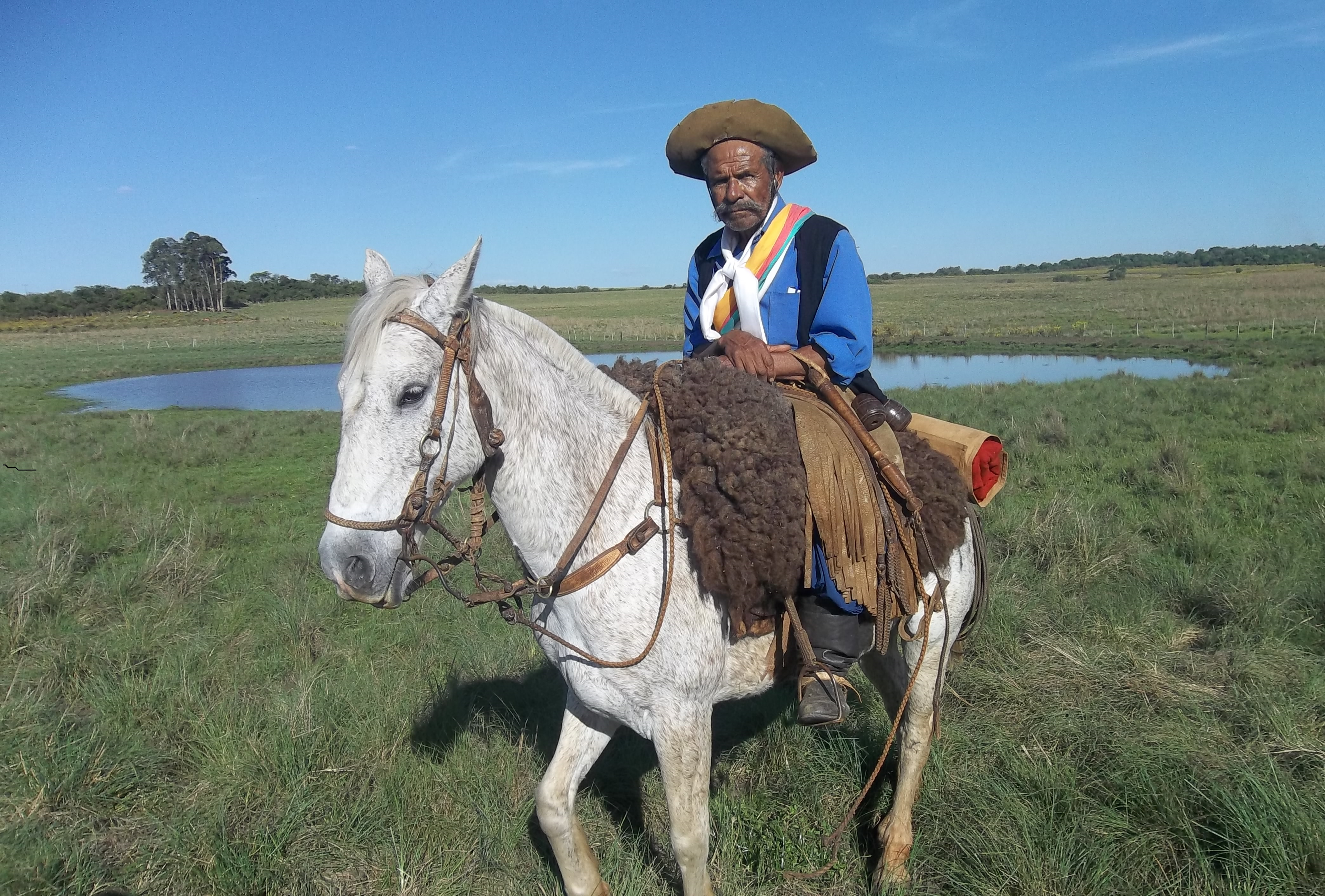
Một tay cao bồi Nam Mỹ

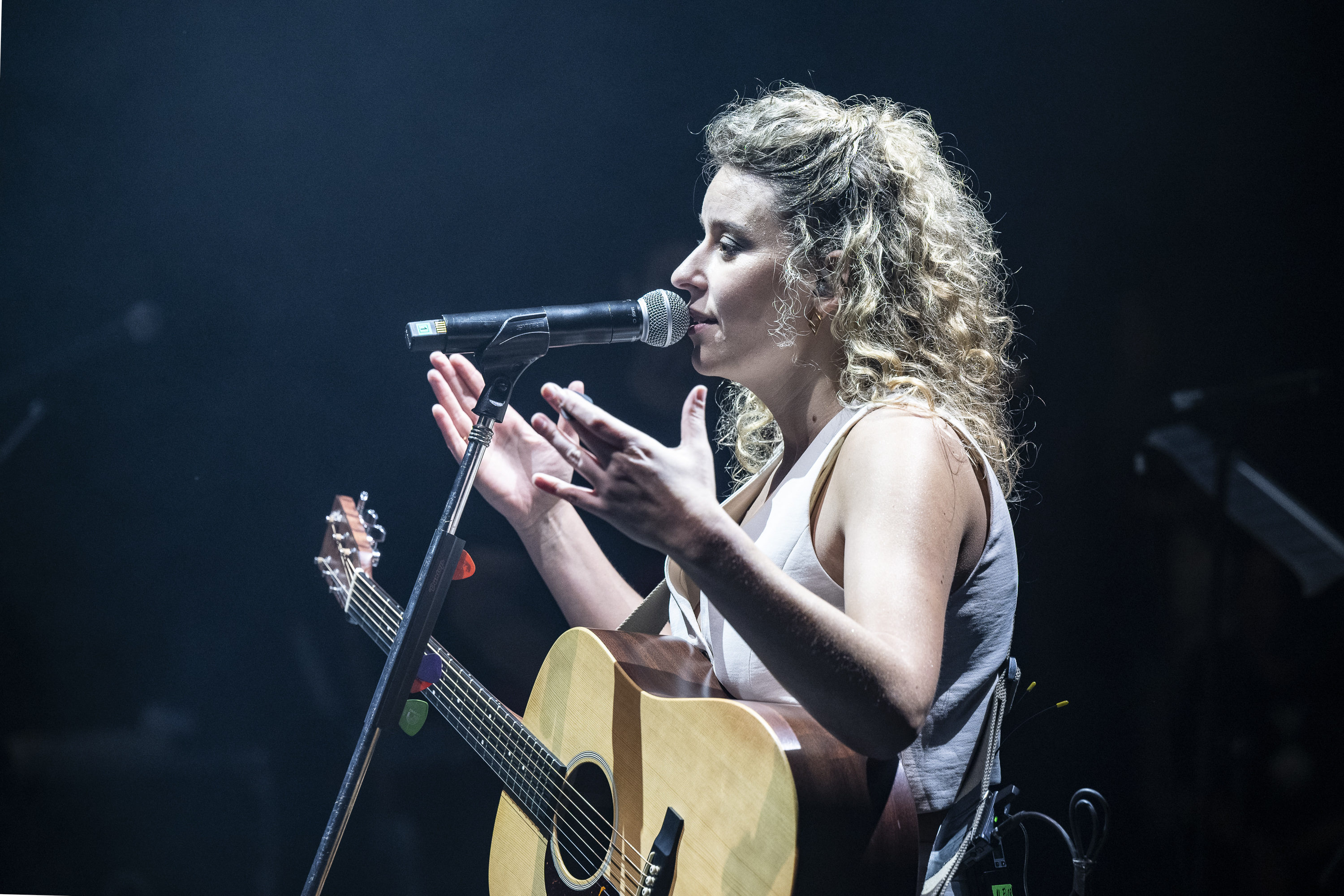
Âm nhạc Gaucho

Sự di cư của người châu Âu là chính sách chính thức của chính phủ Argentina, được ghi trong Hiến pháp Argentina năm 1853, nhằm khuyến khích người châu Âu di cư. Mục đích, không được che giấu, là thay thế "các chủng tộc thấp kém" ở vùng nội địa thưa thớt dân cư, bao gồm cả những tay cao bồi chăn bò là kẻ du thủ du thực mà giới tinh hoa tin là lạc hậu vô vọng trong việc cải tạo, hòa nhập với xã hội tiến bộ phương Tây. Nổi tiếng là vị Tổng thống đắc cử thứ hai của Argentina là ông Domingo Faustino Sarmiento đã viết trong tác phẩm Facundo: Civilización y Barbarie (tạm dịch: Những tay chăn bò: rào cản của văn minh) cho rằng những kẻ cao bồi mặc dù táo bạo và có kỹ năng về được hâm mộ theo truyền thuyết đồng quê, nhưng lại là những kẻ côn đồ, vô trách nhiệm, sống lười biếng trong cảnh bần cùng, và bằng cách ủng hộ bọn Caudillo là những trở ngại cho sự thống nhất quốc gia. Dân số phân bố quá mỏng nên không thể giáo dục bọn họ được. Những tay này là những kẻ man rợ, thù địch với sự tiến bộ. 
Charles Darwin đã quan sát cuộc sống trên đồng cỏ trong sáu tháng và ghi lại trong nhật ký của mình (1833) rằng những người chăn bò Gaucho, hay đồng hương, có kỹ năng vượt trội hơn rất nhiều so với những người khác sống ở thị trấn. Người Gaucho luôn luôn rất dễ chịu, lịch sự và hiếu khách. Charles Darwin không gặp một trường hợp nào thô lỗ hay thiếu hiếu khách. Họ khiêm tốn, vừa tôn trọng bản thân vừa tôn trọng quê hương, đất nước, nhưng đồng thời cũng là một người đàn ông gan dạ, táo bạo. Mặt khác, nhiều vụ cướp bóc đã xảy ra và có rất nhiều sự đổ máu vì họ có thói quen thường mang theo dao là nguyên nhân chính gây ra nhiều hệ lụy. Thật đáng tiếc khi nghe thấy có bao nhiêu sinh mạng bị mất trong những cuộc cãi vã vặt vãnh dẫn đến chạm trán và ẩu đã. Trong chiến đấu, mỗi bên cố gắng đánh dấu khuôn mặt của đối thủ bằng cách rạch mũi hoặc mắt, điều này thường được chứng thực bằng những vết sẹo sâu và trông rất kinh hoàng. Cướp bóc là hậu quả tất yếu của việc cờ bạc phổ biến, uống nhiều rượu và lười biếng cực độ. Tại Mercedes tôi đã hỏi hai người đàn ông tại sao họ không làm việc gì cả. Một người nghiêm túc nói rằng những ngày làm việc quá dài đằng dẵng còn người kia nói rằng anh ta quá nghèo. Số lượng ngựa và sự dư thừa thực phẩm là sự hủy diệt của mọi ngành công nghiệp. 